# Етнополитика
Етнополитика (енгл. Ethnopolitics) је област политичких наука која студира међуоднос етничких група и политике.
Ова специјализована област се пре свага бави студирањем етничких мањина, њихових права, њиховог учешћа у демократизацији друштва, а такође и анализом и решавањем међуетничких сукоба, и то фокусирањем на међународне дипломатске и војне интервенције, као и на растући утицај глобализације на етничке ентитете и њихово политичко изражавање. Ова научна дисциплина имала је нарочит значај у задњим деценијама 20. века, а наставља да буде све актуелнија у овом миленијуму.